# Rua do Amendoim
A rua Professor Otávio Magalhães (conhecida popularmente como rua do Amendoim) é um logradouro no bairro de Mangabeiras, em Belo Horizonte, Brasil. É um ponto turístico da capital de Minas Gerais devido à ilusão de óptica causada pela topografia do local em que um aparente aclive é, na verdade, um declive.  
Visitando-a de automóvel, ao deixar o motor desligado e desengrenado e soltar os freios, tem-se a ilusão de que o automóvel sobe a rua em vez de descê-la como a impressão visual espera que ocorra. Várias explicações folclóricas tentam explicar o fenômeno. Uma delas diz que os carros são movidos devido à alta quantidade de minério de ferro existente no lugar, o que pode ser desmentido ao observar que objetos não-metálicos, como líquidos e bolas de plástico, têm o mesmo comportamento no local.
Essa ilusão de óptica não é algo raro e ocorre em diversos locais do mundo:
- Ladeira do Amendoim, São Tomé das Letras[2].
- Estrada mágica de Bom Jesus do Monte, Tenões[3].
- Spook Hill (Flórida, Estados Unidos)[4].